# Eerste Divisie 2022-2023
L'Eerste Divisie 2022-2023, nota anche come Keuken Kampioen Divisie per motivi di sponsorizzazione, è la sessantasettesima stagione di Eerste Divisie dalla sua fondazione, nel 1955. È iniziata il 6 agosto 2022 e terminerà il 6 maggio 2023.

## Stagione

### Formula
Le 20 squadre partecipanti si affrontano in un girone all'italiana con partite di andata e ritorno per un totale di 38 giornate. Le prime due squadre vengono promosse direttamente in Eredivisie, mentre la terza e la quarta classificata partecipano di diritto ai play-off per determinare la terza squadra che viene promossa insieme alle 4 squadre vincitrici dei periodi e alla sedicesima di Eredivisie. Poiché le squadre vincitrici dei periodi vengono ammesse ai play-off, ma possono già essere promosse sulla base del loro posizionamento in classifica, le squadre ammesse variano fino a far partecipare la squadra classificatasi ottava, o, in caso di alto posizionamento delle squadre delle riserve, fino alla dodicesima.

## Criteri per le squadre di riserva
Oltre alle squadre "normali", partecipano a questa serie quattro squadre composte dalle riserve di società di Eredivisie, ossia l'Ajax B, l'AZ Alkmaar B, il PSV Eindhoven B e l'Utrecht B: poiché si tratta delle squadre dei vivai, in olandese la denominazione è rispettivamente di Jong Ajax, Jong AZ, Jong PSV e Jong Utrecht, dove Jong significa "giovanili". 
Il 1º agosto 2020, la federazione - il KNVB - ha dettagliato sul suo sito web in quali scenari particolari le squadre di riserva del campionato sarebbero retrocesse dall'Eerste Divisie, mantenendoli anche per la stagione corrente. 

### Promozione in Eredivisie
Al contrario, tali squadre non possono essere promosse nemmeno vincendo il campionato, in quanto le squadre principali della loro società militano già in Eredivisie; questa situazione si è verificata per il Jong Ajax nel 2018.

### Retrocessione in Tweede Divisie
- Nessuna squadra delle riserve dell'Eerste Divisie può essere retrocessa in Tweede Divisie se quella peggio classificata nella seconda serie olandese è tra le prime 10.
- Se la squadra delle riserve peggio classificata in Eerste Divisie finisce tra l'11º e il 18º posto e la squadra delle riserve miglior classificata in Tweede Divisie finisce per prima, le due squadre si affronteranno in uno spareggio per decidere quale squadra giocherà nell'Eerste la prossima stagione e quale squadra giocherà nella Tweede.
- Se la squadra delle riserve peggio classificata nella Eerste Divisie finisce 19ª o 20ª e la squadra delle riserve miglior classificata nella Tweede arriva prima o seconda, la squadra dell'Eerste sarà retrocessa nella Tweede mentre la squadra nella Tweede sara promossa all'Eerste.
- Se una squadra delle riserve gioca nell'Eerste e la prima squadra è retrocessa dall'Eredivisie all'Eerste, le riserve vengono automaticamente retrocesse alla Tweede. Anche nel caso in cui questa squadra non arrivi ultima tra le squadre delle riserve, nessun'altra squadra sarà retrocessa.

## Squadre
| Squadra          | Città            | Stadio                                                     |
| ---------------- | ---------------- | ---------------------------------------------------------- |
| ADO Den Haag     | Den Haag         | Cars Jeans Stadion                                         |
| Almere City FC   | Almere           | Yanmar Stadion                                             |
| De Graafschap    | Doetinchem       | Stadion De Vijverberg                                      |
| FC Den Bosch     | 's-Hertogenbosch | Stadion De Vliert                                          |
| FC Dordrecht     | Dordrecht        | Riwal Hoogwerkers Stadion                                  |
| FC Eindhoven     | Eindhoven        | Jan Louwers Stadion                                        |
| Go Ahead Eagles  | Deventer         | De Adelaarshorst                                           |
| Helmond Sport    | Helmond          | Stadio De Braak                                            |
| Jong Ajax        | Amsterdam        | Sportpark De Toekomst Johan Cruijff Arena                  |
| Jong AZ          | Alkmaar          | AFAS Trainingscomplex AFAS Stadion                         |
| Jong PSV         | Eindhoven        | PSV Campus De Herdgang Philips Stadion Jan Louwers Stadion |
| Jong FC Utrecht  | Utrecht          | Sportcomplex Zoudenbalch Stadion Galgenwaard               |
| MVV Maastricht   | Maastricht       | Stadion De Geusselt                                        |
| NAC Breda        | Breda            | Stadio Rat Verlegh                                         |
| Roda JC Kerkrade | Kerkrade         | Parkstad Limburg Stadion                                   |
| Telstar          | Velsen           | Rabobank IJmond Stadion                                    |
| TOP Oss          | Oss              | Frans Heesenstadion                                        |

## Classifica finale
|       | Pos. | Squadra           | Pt | G  | V  | N  | P  | GF  | GS | DR  |
| ----- | ---- | ----------------- | -- | -- | -- | -- | -- | --- | -- | --- |
|       | 1.   | Heracles Almelo + | 85 | 38 | 27 | 4  | 7  | 103 | 42 | +61 |
|       | 2.   | PEC Zwolle +      | 85 | 38 | 27 | 4  | 7  | 99  | 43 | +56 |
|       | 3.   | Almere City +     | 70 | 38 | 21 | 7  | 10 | 58  | 41 | +17 |
|       | 4.   | Willem II +       | 68 | 38 | 19 | 11 | 8  | 68  | 40 | +28 |
|       | 5.   | MVV               | 59 | 38 | 18 | 5  | 15 | 65  | 65 | 0   |
|       | 6.   | NAC Breda         | 59 | 38 | 18 | 5  | 15 | 64  | 64 | 0   |
|       | 7.   | VVV-Venlo         | 58 | 38 | 16 | 10 | 12 | 56  | 51 | +5  |
|       | 8.   | Eindhoven         | 58 | 38 | 16 | 10 | 12 | 58  | 54 | +4  |
|       | 9.   | Telstar           | 53 | 38 | 14 | 11 | 13 | 39  | 52 | -13 |
|       | 10.  | De Graafschap     | 52 | 38 | 15 | 7  | 16 | 64  | 54 | +10 |
| [ 1 ] | 11.  | Jong AZ Alkmaar   | 51 | 38 | 14 | 9  | 15 | 60  | 58 | +2  |
|       | 12.  | ADO Den Haag      | 51 | 38 | 13 | 12 | 13 | 51  | 57 | -6  |
| [ 1 ] | 13.  | Jong Ajax         | 46 | 38 | 12 | 10 | 16 | 69  | 72 | -3  |
| [ 1 ] | 14.  | Jong PSV          | 45 | 38 | 12 | 9  | 17 | 59  | 63 | -4  |
|       | 15.  | Roda JC           | 43 | 38 | 12 | 7  | 19 | 49  | 59 | -10 |
|       | 16.  | Helmond Sport     | 43 | 38 | 11 | 10 | 17 | 39  | 57 | -18 |
|       | 17.  | TOP Oss           | 37 | 38 | 10 | 7  | 21 | 45  | 76 | -31 |
|       | 18.  | Dordrecht         | 35 | 38 | 9  | 8  | 21 | 41  | 68 | -27 |
|       | 19.  | Den Bosch         | 35 | 38 | 10 | 5  | 23 | 46  | 85 | -39 |
| [ 1 ] | 20.  | Jong Utrecht      | 28 | 38 | 7  | 7  | 24 | 33  | 65 | -32 |

Legenda:

      Promosso in Eredivisie 2023-2024
 Qualificata ai play-off
+  vincitore di periodo
Regolamento:

Tre punti a vittoria, uno a pareggio, zero a sconfitta.
La classifica viene stilata secondo i seguenti criteri:
- Punti conquistati
- Differenza reti generale
- Reti totali realizzate
- spareggio

## Classifica per periodi

### Periodo 1
|       | Pos. | Squadra         | Pt | G  | V | N | P | GF | GS | DR  |
| ----- | ---- | --------------- | -- | -- | - | - | - | -- | -- | --- |
| +     | 1.   | Heracles Almelo | 25 | 10 | 8 | 1 | 1 | 27 | 12 | +15 |
|       | 2.   | PEC Zwolle      | 20 | 10 | 6 | 2 | 2 | 24 | 14 | +10 |
|       | 3.   | MVV             | 20 | 10 | 6 | 2 | 2 | 20 | 17 | +3  |
|       | 4.   | Eindhoven       | 19 | 10 | 5 | 4 | 1 | 18 | 9  | +9  |
|       | 5.   | Roda JC         | 18 | 10 | 5 | 3 | 2 | 20 | 13 | +7  |
|       | 6.   | VVV-Venlo       | 17 | 10 | 5 | 2 | 3 | 17 | 19 | −2  |
| [ 1 ] | 7.   | Jong AZ Alkmaar | 16 | 10 | 5 | 1 | 4 | 20 | 14 | +6  |
|       | 8.   | Almere City     | 16 | 10 | 5 | 1 | 4 | 14 | 13 | +1  |
|       | 9.   | Willem II       | 15 | 10 | 4 | 3 | 3 | 14 | 12 | +2  |
|       | 10.  | NAC Breda       | 14 | 10 | 4 | 2 | 4 | 13 | 16 | −3  |
| [ 1 ] | 11.  | Jong Ajax       | 12 | 10 | 3 | 3 | 4 | 16 | 15 | +1  |
| [ 1 ] | 12.  | Jong PSV        | 12 | 10 | 3 | 3 | 4 | 12 | 17 | −5  |
|       | 13.  | Telstar         | 12 | 10 | 3 | 3 | 4 | 10 | 16 | −6  |
|       | 14.  | Dordrecht       | 11 | 10 | 3 | 2 | 5 | 12 | 14 | −2  |
|       | 15.  | ADO Den Haag    | 11 | 10 | 3 | 2 | 5 | 12 | 17 | −5  |
|       | 16.  | TOP Oss         | 10 | 10 | 3 | 1 | 6 | 12 | 16 | −4  |
|       | 17.  | Helmond Sport   | 9  | 10 | 3 | 0 | 7 | 9  | 14 | −5  |
|       | 18.  | Den Bosch       | 9  | 10 | 3 | 0 | 7 | 13 | 19 | −6  |
|       | 19.  | De Graafschap   | 8  | 10 | 2 | 2 | 6 | 13 | 19 | −6  |
| [ 1 ] | 20.  | Jong Utrecht    | 6  | 10 | 1 | 3 | 6 | 8  | 18 | −10 |

Legenda:

      Vincitore del periodo e qualificato ai play-off
Note:

Tre punti a vittoria, uno a pareggio, zero a sconfitta.
La classifica viene stilata secondo i seguenti criteri:
- Punti conquistati
- Differenza reti generale
- Reti totali realizzate

### Periodo 2
|       | Pos. | Squadra         | Pt | G | V | N | P | GF | GS | DR  |
| ----- | ---- | --------------- | -- | - | - | - | - | -- | -- | --- |
| +     | 1.   | PEC Zwolle      | 15 | 6 | 5 | 0 | 1 | 16 | 5  | +11 |
|       | 2.   | De Graafschap   | 13 | 6 | 4 | 1 | 1 | 12 | 6  | +6  |
|       | 3.   | MVV             | 13 | 6 | 4 | 1 | 1 | 10 | 5  | +5  |
|       | 4.   | Heracles Almelo | 12 | 6 | 4 | 0 | 2 | 17 | 8  | +9  |
|       | 5.   | Den Bosch       | 10 | 6 | 3 | 1 | 2 | 13 | 12 | +1  |
|       | 6.   | Almere City     | 10 | 6 | 3 | 1 | 2 | 9  | 8  | +1  |
|       | 7.   | Eindhoven       | 10 | 6 | 3 | 1 | 2 | 10 | 11 | -1  |
|       | 8.   | Willem II       | 9  | 6 | 2 | 3 | 1 | 9  | 7  | +2  |
| [ 1 ] | 9.   | Jong Ajax       | 9  | 6 | 2 | 3 | 1 | 14 | 13 | +1  |
| [ 1 ] | 10.  | Jong PSV        | 8  | 6 | 2 | 2 | 2 | 13 | 8  | +5  |
|       | 11.  | VVV-Venlo       | 8  | 6 | 2 | 2 | 2 | 7  | 6  | +1  |
| [ 1 ] | 12.  | Jong AZ Alkmaar | 8  | 6 | 2 | 2 | 2 | 6  | 7  | -1  |
|       | 13.  | Telstar         | 7  | 6 | 1 | 4 | 1 | 5  | 7  | -2  |
|       | 14.  | Helmond Sport   | 6  | 6 | 2 | 0 | 4 | 4  | 16 | -12 |
|       | 15.  | Roda JC         | 6  | 6 | 2 | 0 | 4 | 6  | 9  | -3  |
|       | 16.  | TOP Oss         | 6  | 6 | 2 | 0 | 4 | 6  | 13 | -7  |
|       | 17.  | ADO Den Haag    | 5  | 6 | 1 | 2 | 3 | 7  | 9  | -2  |
|       | 18.  | Dordrecht       | 5  | 6 | 1 | 2 | 3 | 9  | 13 | -4  |
|       | 19.  | NAC Breda       | 4  | 6 | 1 | 1 | 4 | 8  | 13 | -5  |
| [ 1 ] | 20.  | Jong Utrecht    | 3  | 6 | 1 | 0 | 5 | 5  | 10 | -5  |

Legenda:

      Vincitore del periodo e qualificato ai play-off
Note:

Tre punti a vittoria, uno a pareggio, zero a sconfitta.
La classifica viene stilata secondo i seguenti criteri:
- Punti conquistati
- Differenza reti generale
- Reti totali realizzate

### Periodo 3
|       | Pos. | Squadra         | Pt | G | V | N | P | GF | GS | DR  |
| ----- | ---- | --------------- | -- | - | - | - | - | -- | -- | --- |
|       | 1.   | Almere City     | 20 | 9 | 6 | 2 | 1 | 10 | 4  | +6  |
| +     | 2.   | PEC Zwolle      | 19 | 9 | 6 | 1 | 2 | 32 | 10 | +22 |
|       | 3.   | NAC Breda       | 19 | 9 | 6 | 1 | 2 | 22 | 14 | +8  |
|       | 4.   | ADO Den Haag    | 18 | 9 | 5 | 3 | 1 | 13 | 10 | +3  |
|       | 5.   | De Graafschap   | 17 | 9 | 5 | 2 | 2 | 18 | 6  | +12 |
| +     | 6.   | Heracles Almelo | 16 | 9 | 5 | 1 | 3 | 22 | 9  | +13 |
|       | 7.   | VVV-Venlo       | 16 | 9 | 5 | 1 | 3 | 15 | 10 | +5  |
|       | 8.   | Willem II       | 14 | 9 | 4 | 2 | 3 | 18 | 12 | +6  |
|       | 9.   | Telstar         | 14 | 9 | 4 | 2 | 3 | 6  | 11 | -5  |
|       | 10.  | Helmond Sport   | 13 | 9 | 3 | 4 | 2 | 11 | 11 | 0   |
|       | 11.  | Roda JC         | 13 | 9 | 4 | 1 | 4 | 10 | 11 | -1  |
|       | 12.  | TOP Oss         | 13 | 9 | 4 | 1 | 4 | 14 | 16 | -2  |
|       | 13.  | Eindhoven       | 12 | 9 | 4 | 0 | 5 | 11 | 16 | -5  |
| [ 1 ] | 14.  | Jong AZ Alkmaar | 9  | 9 | 2 | 3 | 4 | 15 | 22 | -7  |
| [ 1 ] | 15.  | Jong PSV        | 8  | 9 | 2 | 2 | 5 | 12 | 17 | -5  |
|       | 16.  | Den Bosch       | 8  | 9 | 2 | 2 | 5 | 10 | 32 | -22 |
|       | 17.  | Dordrecht       | 7  | 9 | 2 | 1 | 6 | 8  | 12 | -4  |
|       | 18.  | MVV             | 7  | 9 | 2 | 1 | 6 | 16 | 21 | -5  |
| [ 1 ] | 19.  | Jong Utrecht    | 5  | 9 | 1 | 2 | 6 | 8  | 17 | -9  |
| [ 1 ] | 20.  | Jong Ajax       | 5  | 9 | 1 | 2 | 6 | 11 | 21 | -10 |

Legenda:

      Vincitore del periodo e qualificato ai play-off
Note:

Tre punti a vittoria, uno a pareggio, zero a sconfitta.
La classifica viene stilata secondo i seguenti criteri:
- Punti conquistati
- Differenza reti generale
- Reti totali realizzate

## Spareggi

### Play-off promozione-retrocessione
La 16ª classificata in campionato più sei squadre dell'Eerste Divisie 2022-2023 si giocano un posto nell'Eredivisie 2023-2024. Le perdenti parteciperanno invece all'Eerste Divisie 2023-2024. La 16ª classificata in campionato accede direttamente alle semifinali dove incontrerà una delle 3 vincintrici del primo turno.

#### Primo turno
| Squadra 1                       | Totale | Squadra 2   | Andata | Ritorno     |
| ------------------------------- | ------ | ----------- | ------ | ----------- |
| 22 maggio 2023 / 26 maggio 2023 |        |             |        |             |
| Eindhoven                       | 2 - 3  | Almere City | 1 - 0  | 1 - 3 (dts) |
| 23 maggio 2023 / 27 maggio 2023 |        |             |        |             |
| VVV-Venlo                       | 5 - 4  | Willem II   | 3 - 2  | 2 - 2 (dts) |
| NAC Breda                       | 5 - 1  | MVV         | 1 - 0  | 4 - 1       |

#### Semifinale
| Squadra 1                      | Totale          | Squadra 2   | Andata | Ritorno |
| ------------------------------ | --------------- | ----------- | ------ | ------- |
| 30 maggio 2023 / 3 giugno 2023 |                 |             |        |         |
| VVV-Venlo                      | 2 - 2 (2-4 dtr) | Almere City | 1 - 1  | 1 - 1   |
| 31 maggio 2023 / 3 giugno 2023 |                 |             |        |         |
| NAC Breda                      | 1 - 4           | Emmen       | 1 - 2  | 0 - 2   |

#### Finale
| Squadra 1                      | Totale | Squadra 2 | Andata | Ritorno |
| ------------------------------ | ------ | --------- | ------ | ------- |
| 6 giugno 2023 / 11 giugno 2023 |        |           |        |         |
| Almere City                    | 4 - 1  | Emmen     | 2 – 0  | 2 – 1   |